# 特胡特拉 (聖馬科斯省)
特胡特拉（西班牙語：Tejutla），是危地馬拉的城鎮，位於該國西南部，由聖馬科斯省負責管轄，面積142平方公里，海拔高度2,407米，2002年人口27,672，人口密度每平方公里194.87人。